# Guillermo Escalada
Guillermo Escalada (født 24. april 1936, død 21. juni 2023) var en uruguayansk fodboldspiller (angriber).
Escalada spillede gennem sin karriere 30 kampe og scorede 11 mål for Uruguays landshold. Han var en del af landets trup til VM 1962 i Chile, men kom dog ikke på banen i turneringen. Han deltog også ved fire udgaver af Copa América.
På klubplan spillede Escalada en årrække for Montevideo-storklubben Nacional, og havde også kortere ophold hos Montevideo Wanderers samt argentinske Gimnasia de La Plata.